# Aleuromarginatus littoralis
Aleuromarginatus littoralis là một loài côn trùng cánh nửa trong họ Aleyrodidae, phân họ Aleyrodinae.
Aleuromarginatus littoralis được Martin miêu tả khoa học đầu tiên năm 1985.